# Ernolsheim-lès-Saverne

Ernolsheim-lès-Saverne este o comună în departamentul Bas-Rhin, Franța. În 1 ianuarie 2022 avea o populație de 601 de locuitori.